# Rhodacaroides unguellus
Rhodacaroides unguellus är en spindeldjursart som beskrevs av Wolfgang Karg 1979. Rhodacaroides unguellus ingår i släktet Rhodacaroides och familjen Ologamasidae. Inga underarter finns listade i Catalogue of Life.